# Ernst Bloch
Ernst Simon Bloch (ur. 8 lipca 1885 w Ludwigshafen am Rhein, zm. 4 sierpnia 1977 w Tybindze) – niemiecki filozof marksistowski i teolog ateistyczny.

## Życiorys
Syn zasymilowanego żydowskiego pracownika kolei. Po ukończeniu studiów filozoficznych na Uniwersytecie w Monachium  poślubił Else von Stritzky, córkę bałtyckiego browarnika. Jego drugą żoną była Henriette Linda Oppenheimer, a trzecią Polka – Karola Piotrkowska, którą poślubił w 1934 w Wiedniu i z którą miał dwoje dzieci: córkę Mirjam Josephsohn i syna Jana Roberta.
W 1935 opublikował Erbschaft dieser Zeit książkę, która krytykowała nazizm. Kiedy naziści doszli do władzy, Bloch z żoną musieli uciekać z Niemiec, kolejno do Szwajcarii, Austrii, Czechosłowacji i ostatecznie do Stanów Zjednoczonych. W 1949 powrócił do NRD i objął katedrę filozofii w Lipsku. W 1961, gdy budowano mur Berliński, nie wrócił już do NRD, ale zamieszkał w Tybindze w RFN, gdzie objął honorową katedrę filozofii.
Praca Blocha wywarła znaczny wpływ na studenckie ruchy kontestacyjne w 1968. Jako wnikliwy krytyk religii ceniony był także w świecie katolickim, mając kluczowe znaczenie dla tzw. teologii wyzwolenia.

## Dzieła
- dysertacja Kritische Erörterungen über Rickert und das Problem der Erkenntnistheorie, 1909
- Geist der Utopie, 1918 (Duch utopizmu)
- Atheismus im Christentum (1968) (Ateizm w chrześcijaństwie)
- Thomas Münzer als Theologe der Revolution, 1921
- Erbschaft dieser Zeit, Zurych 1935
- Spuren, Berlin 1930
- Subjekt – Objekt, Christian Thomasius i Avicenna und die aristotelische Linke, Lipsk 1949
- Das Prinzip Hoffnung, 3 tomy, 1954–1959 (Zasada nadziei)
- Naturrecht und menschliche Würde, 1961
- Tübinger Einleitung in die Philosophie, 1963

## Przekłady polskie
- Oblicze woli (zakończenie Ducha utopii), tłum. Anna Czajka, Literatura na świecie 1981, nr 7 (123);
- Ślady (fragmenty), tłum. Anna Czajka, Literatura na świecie 1981, nr 7 (123);
- Pamiętnik dla Elzy Bloch von Stritzky zmarłej 2 stycznia 1921 (fragmenty), tłum. Anna Czajka, Literatura na świecie 1981, nr 7 (123);
- Rzeczywistość antycypowana, czyli jak przebiega i co osiąga myślenie utopijne, tłum. Anna Czajka, Studia filozoficzne 1982, nr 7–8.
- Ślady, tłum. Anna Czajka, Wydawnictwo UJ, Kraków 2012.